# Maurice Joshua
Maurice Joshua, (mais conhecido como Maurice em Chicago, Illinois) é um músico norte-americano de house music. Uma de suas canções, "This Is Acid" (Isso É Ácido) figurou na trilha sonora do jogo eletrônico Grand Theft Auto: San Andreas, mais precisamente na rádio SF-UR. Um remix seu da canção "Crazy in Love", de Beyoncé, levou o Grammy Award de Melhor Gravação Remixada, Não-Clássica.